# 곽성문
곽성문(郭成文, 1952년 11월 24일~)은 대한민국의 언론인, 정치인이다. MBC 보도국 부국장, MBC 스포츠·MBC 플러스·MBC드라마넷·MBC게임 대표이사를 거쳐 제17대 국회의원과 자유선진당 사무총장을 지냈고, 제12대 한국방송광고진흥공사 사장을 역임하였다.

## 학력
- 대구교육대학교 대구부설초등학교
- 대구중학교
- 경북고등학교
- 서울대학교 문리과대학 국사학(학사)

## 경력
- 미국의 소리(V.O.A) 방송요원
- MBC 보도국, 정치부 기자, 워싱턴특파원
- MBC 보도국 TV편집2부 차장, 라디오뉴스부 부장, TV편집2부 부장직대, 사회2부 부장직대, 국제팀 팀장, 편집팀 팀장, 해설위원실 해설위원, 뉴스데스크편집부 부장, 보도국 부국장, 스포츠국 국장
- MBC 스포츠 설립준비위원
- MBC ESPN 대표이사 사장
- 2001년 3월 MBC 스포츠 대표이사
- 2001년 8월 MBC 플러스, MBC 드라마넷, MBC 게임 대표이사
- 서울시 벤처산업육성위원회 전문위원
- 제17대 국회 전반기 예산결산특별위원회 위원
- 한나라당 홍보위원장
- 제17대 국회 산업자원위원회 위원
- 2006년 7월 제17대 국회 한미FTA 특별위원회 위원
- 2011년 대구세계육상선수권대회 유치특별위원회 위원
- 2014년 10월 한국방송광고진흥공사 사장 취임

## 전과
- 명예훼손, 공직선거법위반: 벌금 4,000,000원 - 2008년 10월 1일 선고[1]

## 역대 선거 결과
|  | 63.06% |

|  | 12.30% |

|  | 0.43% |

## 같이 보기
- 중구·남구 (대구 선거구)
- 대구 중구의 국회의원
- 대구 남구의 국회의원